# Карбозерка (река, впадает в Телекино)
Карбозерка (в среднем течении Палвозерка, в верховье Нилокса) — река в России, протекает по территории Поповпорожского сельского поселения Медвежьегорского района Карелии. Длина реки — 46 км, площадь водосборного бассейна — 245 км².
Река берёт начало из Большого Ламозера на высоте 159 м над уровнем моря.
Выше Палвозера река течёт под названием Нилокса. Ниже, до Карбозера, — Палвозерка.
Течёт преимущественно в восточном направлении по заболоченной местности.
Протекает через озёра: Великое, Круглое, Долгое, Сальмозеро, Палвозеро, Карбозеро.
Река в общей сложности имеет 19 притоков суммарной длиной 49,0 км.
Впадает в озеро Телекино на высоте 89,3 м над уровнем моря.
Населённые пункты на реке отсутствуют.
Код объекта в государственном водном реестре — 02020001312102000005102.